# Diane Juster
 (mars 2011).
Si vous disposez d'ouvrages ou d'articles de référence ou si vous connaissez des sites web de qualité traitant du thème abordé ici, merci de compléter l'article en donnant les références utiles à sa vérifiabilité et en les liant à la section « Notes et références ».
Pour les articles homonymes, voir Juster.
Diane Juster (née Diane Rivet le 15 mars 1946 à Montréal, au Québec) est une chanteuse québécoise, auteure, compositrice, interprète et pianiste.

## Biographie
Diane Juster possède une solide formation en musique classique et, encouragée par Stéphane Venne, elle commence à composer ses propres musiques en 1971. Elle décide de se lancer dans le milieu de la chanson en 1973, en composant plusieurs titres pour Julie Arel, dont les succès « Quand tu partiras », « Aimer pour vivre » (Paroles Françoise Hayward) , « Soleil, soleil » et « Qu'est-ce qui m'arrive ? ». C'est l'année suivante, en 1974, que Diane prend la décision de chanter elle-même ses propres compositions. Son premier album intitulé « Mélancolie » obtient un très grand succès et de désormais nombreux classiques de la chanson québécoise s'y retrouvent, notamment la fameuse chanson « Ce matin » qui sera reprise plus tard par plusieurs artistes de la francophonie, dont Marie Denise Pelletier en 1991. L'on retrouve aussi sur ce premier opus de Diane Juster les chansons « Ma maison, c'est une île », « Mon amour, mon amant » et son grand succès « Vive les roses ».
Elle continue de publier des albums par la suite, mais la passion première de Diane Juster sera d'abord la composition pour d'autres artistes, notamment la chanteuse Emmanuëlle à qui elle donne « J'ai le cœur d'une vagabonde » en 1978 et surtout Ginette Reno, son amie, pour qui elle compose de nombreux succès, dont la populaire chanson « Je ne suis qu'une chanson » en 1979 qui obtient un succès monumental (400 000 exemplaires vendus). Pour Ginette Reno, Diane compose aussi, sur des textes de Luc Plamondon, les chansons suivantes : « J'ai besoin de parler » et « Une femme sentimentale », toutes deux en 1984.
Diane reprend elle-même sa chanson « J'ai besoin de parler » trois ans plus tard, en 1987, en donnant même le titre de cette chanson à l'album qu'elle publie cette année-là. L'artiste connaît par ailleurs de nouveaux succès sur disque en 1987, dont les chansons « Crazy Love » et « Je n'ai rien su garder ».
En 1985, comme un bon nombre d'artistes québécois, elle participe à la Fondation Québec-Afrique en chantant dans le projet collectif « Les Yeux de la faim » pour venir en aide à l'Éthiopie durement touchée par la famine.
Sur scène, c'est au Patriote de Montréal que Diane Juster fera ses débuts en 1975. En 1985 elle enregistre un duo avec Charles Dumont « La musique » et quelques années plus tard, en 1987 toujours avec cette même collaboration artistique, elle a l'occasion de se faire connaître à Paris en chantant au Théâtre des Champs-Élysées. Elle y retourne l'année suivante, en 1988.
L'on doit à Diane Juster la "Société professionnelle des auteurs et des compositeurs du Québec" (la SPACQ) qu'elle fonde avec Luc Plamondon. À partir de 1983, l'artiste s'engage à défendre les auteurs en militant au sein de la Société de perception des droits de reproduction (SODRAC) dont elle sera la présidente en 1998. Elle continue de travailler en collaboration avec les auteurs Luc Plamondon, Eddy Marnay, Françoise Hayward et Norman Racicot et compose des musiques pour Johanne Blouin, Robert Charlebois, Mario Pelchat et Céline Dion notamment. Les chanteuses Dalida et Danielle Oddera chantent aussi les œuvres de Diane Juster.

## Discographie - Albums
- 1974 : Mélancolie (Les Disques Fleur) (réédité en CD en 1998 sous étiquette Fonodor)
- 1975 : M'aimeras-tu demain (Les Disques Fleur)
- 1976 : Mes plus belles chansons - Compilation (Les Disques Fleur)
- 1977 : Regarde en moi (Kébec-Disque)
- 1981 : Tu as laissé passer l'amour (Kébec-Disque)
- 1984 : Rien qu'amoureuse (Disques Marguerite)
- 1985 : Fondation Québec-Afrique - Collectif pour l'Éthiopie - Les Yeux de la faim (Kébec-Disque)
- 1987 : J'ai besoin de parler (Kébec-Disque)
- 1993 : Diane Juster (BMG Musique Québec)
- 2002 : Je suis venue vous dire... (GSI Musique)
- 2004 : Ma musique et mes chansons (Just Her Music)

## Principaux succès personnels
- 1974 : Ce matin
- 1974 : Vive les roses
- 1974 : Ma maison, c'est une île
- 1974 : Regardez-les
- 1975 : Dans les gares (Paroles Françoise Hayward)
- 1975 : Hé! le monde
- 1981 : Tu as laissé passer l'amour
- 1984 : Vieillir ensemble
- 1987 : Crazy Love (Paroles Françoise Hayward)
- 1987 : Je n'ai rien su garder (Paroles Françoise Hayward et Eddy Marnay)
- 1987 : J'ai besoin de parler

## Principaux succès pour d'autres interprètes
- 1973 : Quand tu partiras (Julie Arel)
- 1973 : Aimer pour vivre (Julie Arel) (Paroles Françoise Hayward)
- 1973 : Qu'est-ce qui m'arrive ? (Julie Arel)
- 1973 : Soleil, soleil (Julie Arel)
- 1973 : Désormais Dieu m'aidera (Julie Arel)
- 1977 : À ma manière (Ginette Reno)
- 1977 : Ce que j'ai de plus beau (Ginette Reno)
- 1978 : J'ai le cœur d'une vagabonde (Emmanuëlle)
- 1979 : Je ne suis qu'une chanson (Ginette Reno)
- 1980 : Un homme (René Simard)
- 1980 : À ma manière (reprise en France par Dalida)
- 1981 : Cocktail (Robert Charlebois)
- 1984 : J'ai besoin de parler (Ginette Reno)
- 1984 : Une femme sentimentale (Ginette Reno)
- 1985 : Mélanie (Céline Dion)
- 1985 : Comme on disait avant (Céline Dion)
- 1989 : Ailleurs (Johanne Blouin)
- 1990 : Arrête-moi (Mario Pelchat)
- 1991 : Ce matin (Marie Denise Pelletier)
- 1991 : Quand tu me regardes (Danielle Oddera)
- 1991 : Christina (Danielle Oddera) (Paroles Françoise Hayward)
- 2009 : On aime encore une fois (Ginette Reno)
- 2011 : Je suis guérie (Ginette Reno)
- 2011 : La merveille (Ginette Reno)